# Delias clathrata
Delias clathrata é uma borboleta da família Pieridae. Foi descrita por Walter Rothschild em 1904. É encontrada na Nova Guiné.
A envergadura é de cerca de 60 a 66 milímetros. Os adultos são em sua maioria brancos.

## Subespécies
- D. c. clathrata (Papua Nova Guiné: Rio Aroa)
- D. c. limata Jordan, 1930 (Nova Guiné: Montanhas Herzog)